# Adenopodia schlechteri
Adenopodia schlechteri är en ärtväxtart som först beskrevs av Hermann August Theodor Harms, och fick sitt nu gällande namn av John Patrick Micklethwait Brenan. Adenopodia schlechteri ingår i släktet Adenopodia och familjen ärtväxter. Inga underarter finns listade i Catalogue of Life.